# Rostnackad sabeltimalia
Rostnackad sabeltimalia (Pomatorhinus ruficollis) är en asiatisk fågel i familjen timalior inom ordningen tättingar. Den förekommer i bergsskogar från Himalaya till södra Kina och Vietnam. Beståndet anses vara livskraftigt.

## Utseende och läten
Rostnackad sabeltimalia är en liten (16-19 cm) sabeltimalia. Den är varmbrun ovan med rostbrunt eller kastanjebrunt i nacken och på halssidan, ett blekt ögonbrynsstreck, svart ögonmask och breda svarta streck på bröstet. Undersidan i övrigt är vit från ansiktet till bröstet och mörkbrunt på nedre delen av buken, flankerna och undergumpen. Näbben är spetsig och kraftigt böjd, svart ovan och blek under. Ögonen är citrongula. Sången är åtminstone i Sydostasien ett högljutt och klart, pipande "u-hu-hu".

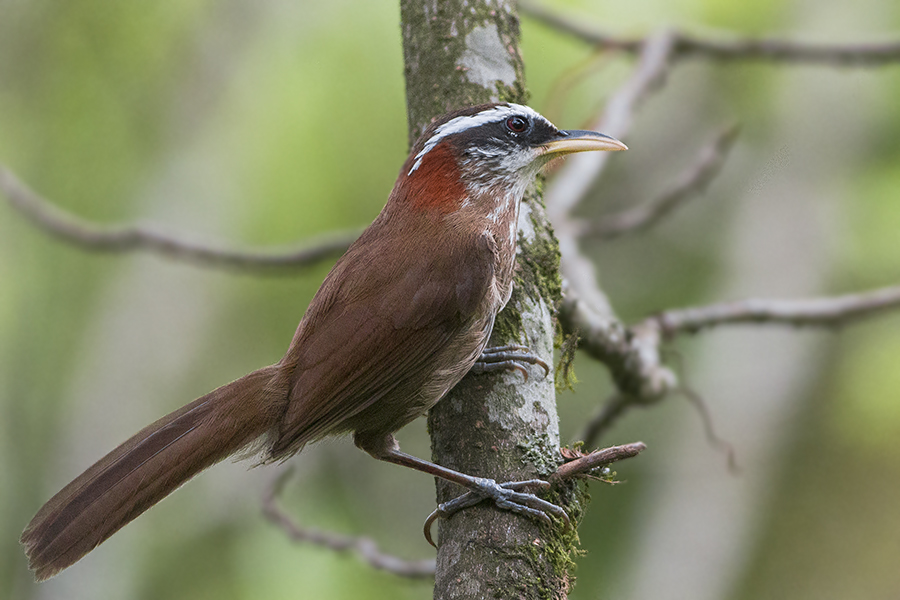
Rostnackad sabeltimalia i Sikkim, Indien.

## Utbredning och systematik
Rostnackad sabeltimalia har sitt utbredningsområde i södra och sydöstra Asien. Den delas in i hela 13 underarter med följande utbredning:
- Pomatorhinus ruficollis ruficollis – västra och centrala Nepal
- Pomatorhinus ruficollis godwini – östra Himalaya (östra Nepal, Sikkim, Bhutan, sydöstra Tibet och norra Assam)
- Pomatorhinus ruficollis bakeri – bergsskogar från sydöstra Assam (söder om Brahmaputra) till västra Myanmar
- Pomatorhinus ruficollis bhamoensis – norra Burma (Bhamo District)
- Pomatorhinus ruficollis similis – nordöstra Burma till södra Kina (nordvästra Yunnan)
- Pomatorhinus ruficollis albipectus – södra Kina (sydvästra Yunnan) och intilliggande norra Laos
- Pomatorhinus ruficollis beaulieui – norra Laos
- Pomatorhinus ruficollis laurentei – södra Kina (Kunmingregionen, Yunnan)
- Pomatorhinus ruficollis reconditus (inkl. saturatus[6] – södra Kina (sydöstra Yunnan) till norra Vietnam)
- Pomatorhinus ruficollis stridulus – bergsskogar i sydöstra Kina (Guangdong, Fujian och Jiangxi)
- Pomatorhinus ruficollis hunanensis – centrala Kina (sydöstra Hubei, Hunan, Guangxi och Guizhou)
- Pomatorhinus ruficollis eidos – sydvästra Kina (södra Sichuan)
- Pomatorhinus ruficollis nigrostellatus – Hainan (södra Kina)

Underarten bhamoensis inkluderas ofta i similis. Vissa inkluderar taxonen olivaceus, humilis och annamensis, vanligen betraktade som en del av gråkronad sabeltimalia, istället i rostnackad sabeltimalia. Även taiwanesisk sabeltimalia behandlades tidigare som underart.

## Levnadssätt
Rostnackad sabeltimalia hittas på mellan 1370 till 3050 meters höjd på busktäckta sluttningar, i tät undervegetation i öppen skog, öppen bambudjungel och högt gräs samt i parker och trädgårdar. Den födosöker skyggt på eller närma marken efter insekter som cikador, skalbaggar och myror, men även frön och bär. Fågeln häckar mellan januari och juli och lägger flera kullar per säsong. Arten är stannfågel.

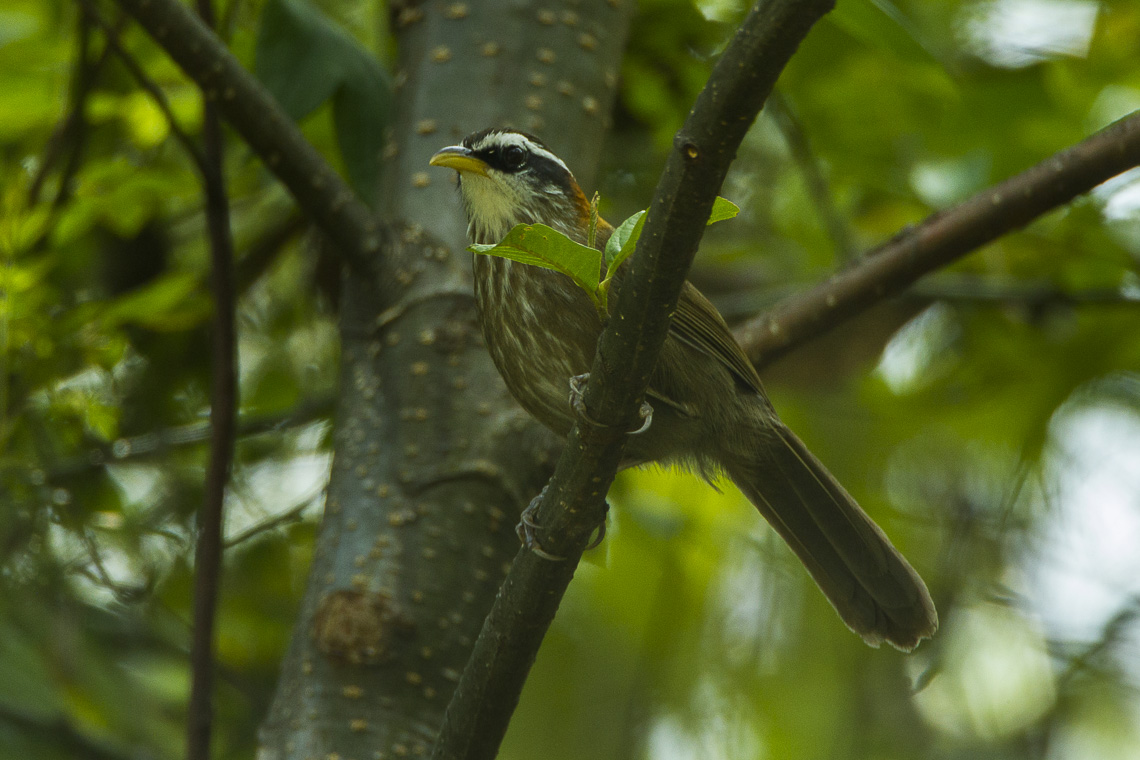
Rostnackad sabeltimalia i Bhutan.

## Status och hot
Arten har ett stort utbredningsområde och en stor population med stabil utveckling och tros inte vara utsatt för något substantiellt hot. Utifrån dessa kriterier kategoriserar internationella naturvårdsunionen IUCN arten som livskraftig (LC). Världspopulationen har inte uppskattats men den beskrivs som vanlig.